# Chien d'élan norvégien noir
Pour les articles homonymes, voir Chien d'élan.
Le chien d'élan norvégien noir est une race de chien originaire de Norvège.

## Histoire
Dans la grotte de Viste sur la presqu'île de Jæren, les fouilles archéologiques ont mis au jour quatre squelettes de chiens datés entre 5000 et 4000 av. J.-C. Selon le Pr Brinchmann du Bergen Museum, ces chiens seraient de type chien d'élan et représenteraient donc la preuve la plus ancienne de ce type de chien en Norvège. Par ailleurs, les chiens d'élan norvégien apparaîtraient dans de nombreuses sagas Vikings.
Le chien d'élan norvégien noir a été sélectionné pendant des siècles dans les régions rurales de la Norvège, par des fermiers, des chasseurs et des bergers pour servir de chien de garde, de berger et de chasse aux grands gibiers (élan, rennes et ours). La race s'est adaptée au rude climat norvégien.
En 1877, la Norwegian Hunters Association organise sa première exposition canine, où des chiens d'élan sont représentés. Rapidement, les premiers studbook et standard sont établis en Norvège. L'intérêt pour cette race s'étend en Angleterre où la British Elkhound Society est fondée en 1923. Dans les années 1930, la Norwegian Elkhound Association of America est créée.

## Standard
Le chien d’élan norvégien noir est un spitz typique de taille moyenne, léger, avec un corps court et compact qui peut s'inscrire dans un carré. Le cou est musclé et athlétique. Attachée haut, la queue courte et épaisse est fournie d'un poil épais et serré, mais sans panache ; elle est portée enroulée sur le dos, mais pas portée sur le côté. La tête est en forme de coin. Les yeux sont de préférence brun foncé, le regard est énergique et sans crainte. Placées haut, droites, les oreilles sont pointues et très mobiles, légèrement plus longues que larges. 
La robe est dense, mais non hérissée. Le poil de couverture est rude, bien couché sur le corps. Il est plus court sur la tête et le devant des membres. Le sous-poil est doux, laineux et noir. La seule couleur acceptée est le noir brillant. Un peu de blanc sur le poitrail, les membres antérieurs et les pieds peut être toléré.

## Caractère
Le chien d'élan norvégien noir est décrit dans le standard FCI comme impavide, énergique, courageux.

## Utilité
Le chien d'élan norvégien noir est un chien de chasse spécialisé dans le grand gibier et notamment l'élan.